# 코드위버스
코드위버스(CodeWeavers)는 윈도우 응용 소프트웨어를 macOS와 리눅스에서 구동하기 위해 크로스오버(CrossOver)라는 이름의 사유 버전의 와인을 판매하는 기업이다. 이 기업은 자문 회사로서 1996년 설립되었다가 마침내 와인 개발 및 지원을 전적으로 담당하도록 바뀌었다. 크로스오버 버전의 와인은 최신 자유 와인 패치들과 함께 주기적으로 갱신되며 이처럼 기업에서 비롯된 패치들은 거의 즉시 와인 프로젝트로 전달된다. 코드위버스는 윈도우 애플리케이션을 다른 x86 기반 운영 체제에서 실행하는 와인 프로젝트의 주 기여자이며, 프로젝트의 웹사이트를 호스팅하고 프로젝트의 관리자 Alexandre Julliard를 자사의 CTO로 두고 있다.
이 기업은 원래 마이크로소프트 오피스 제품군을 리눅스에서 사용할 수 있게 하는 것이 목표였다. 애플이 2006년 인텔 프로세서로 전환했을 때 코드위버스는 크로스오버 맥을 만들어서 와인을 맥 OS X으로 도입할 수 있게 되었다. 지원되는 다른 주요 애플리케이션에는 금융 소프트웨어 Quicken과 스팀 게임 클라이언트가 포함된다.
코드위버스의 제품에는 크로스오버 맥(CrossOver Mac)과 크로스오버 리눅스(CrossOver Linux)가 있다. 이전 제품 버전에는 Pro, Standard, Games, Server가 있었다. 크로스오버 게임들은 2008년 3월 선보였는데, 이는 와인의 게이밍 관련 패치들이 크로스오버에 훨씬 더 빠르게 통하보딜 수 있게 하는 것이 목적이다. 크로스오버 프로 제품 계열은 지원되는 생산성 소프트웨어의 안정성 및 심도 있는 테스트에 초점을 두었으며 더 느린 출시 주기를 가졌다. 2012년에 모든 버전은 주요 기능들이 크로스오버 맥, 크로스오버 리눅스 제품들에 통합되었다.
또, 코드위버스는 와인 및 기타 오픈 소스 소프트웨어 프로젝트의 포팅, 컨설팅 서비스도 제공한다. 구글은 어도비 포토샵 지원 개선 및 와인의 기능 추가를 위해 코드위버스에 금액을 지불하였다.
코드위버스는 데스크톱 리눅스 컨소시엄의 창립 멤버이다.